# Saint-Laurent-du-Maroni
Saint-Laurent-du-Maroni és un municipi francès, situat a la regió d'ultramar de la Guaiana Francesa. L'any 2006 tenia 158 habitants. Limita a l'est amb Mana, a l'oest amb Apatou i Grand-Santi i al nord amb Albina (Surinam). Es troba a la desembocadura del Maroni i la seva població està formada per amerindis kali'na i lokono, hmong, hindús, Bushinéngué de parla taki-taki (saramaca, djuka, aluku, pamaka), estrangers (haitians, surinamesos, brasilers, etc.), i metropolitans.

En roig el territori comunal de Saint-Laurent-du-Maroni.

## Demografia
| 1962                                       | 1968 | 1975 | 1982 | 1990   | 1999   |
| ------------------------------------------ | ---- | ---- | ---- | ------ | ------ |
| ?                                          | ?    | ?    | ?    | 13.616 | 19.211 |
| Des de 1962: població sense dobles comptes |      |      |      |        |        |

## Administració
| Període | Identitat     | Partit |
| ------- | ------------- | ------ |
| 1983-   | Léon Bertrand | UMP    |

## Història
La comuna fou fundada el 1858, i antigament va ser el punt d'arribada dels presoners, que arribaven al Camp de Transportation (creada el mateix any) per a la transferència als diversos camps de penals a tot el país. Alfred Dreyfus i Henri Charrière (autor de Papillon) va passar per aquí en el seu camí a la presó més aïllada de l'Île du Diable o a les Îles du Salut, a la costa de Kourou.

## Personatges il·lustres
- Raoul Diagne, futbolista